# Anikó Kálovics

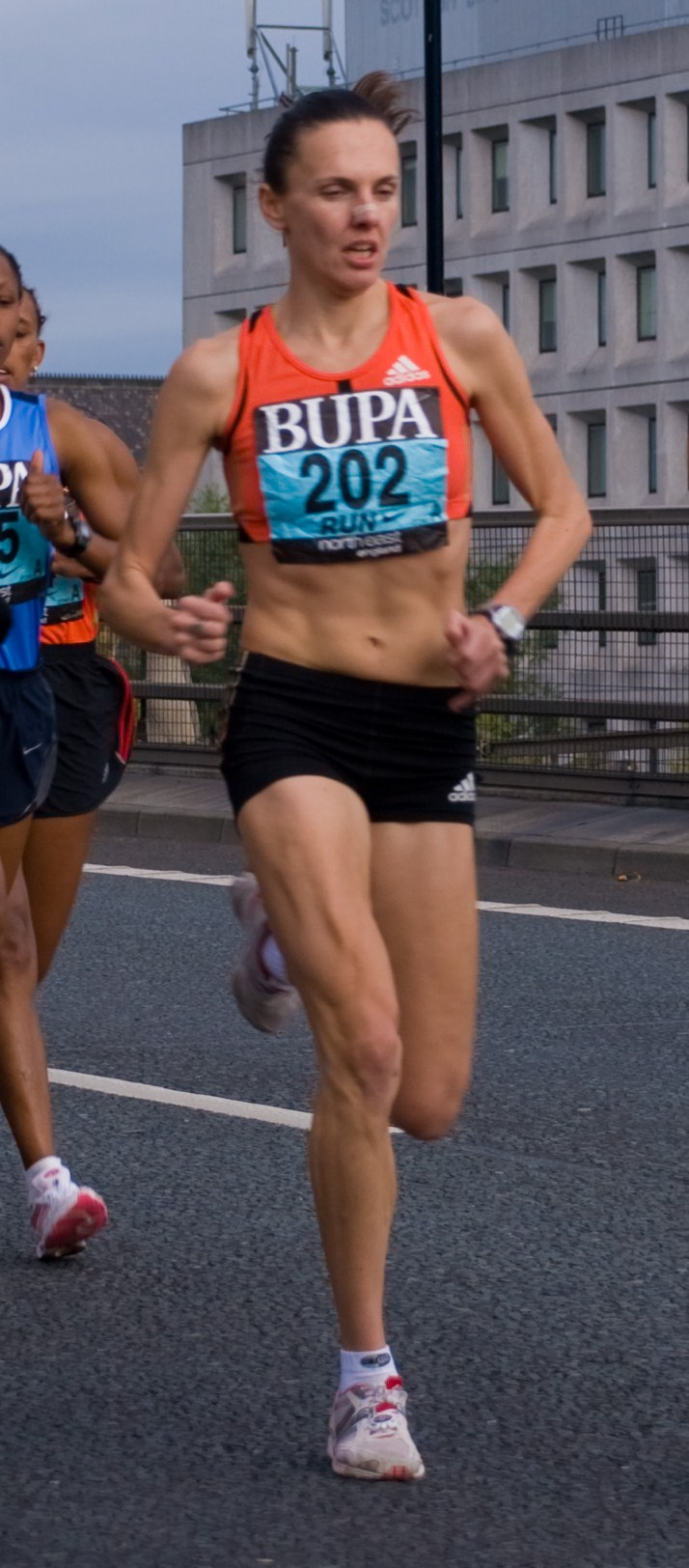
Anikó Kálovics – Great North Run 2007

Anikó Kálovics (* 13. Mai 1977 in Szombathely) ist eine ungarische Langstreckenläuferin.

## Leben
Dreimal nahm sie bislang an Olympischen Spielen teil: 2000 in Sydney schied sie im Vorlauf über 10.000 m aus, 2004 in Athen belegte sie über dieselbe Distanz Platz 22 und 2008 in Peking Platz 20. Bei den Leichtathletik-Europameisterschaften 1998 in Budapest wurde sie Achte über 10.000 m, bei Weltmeisterschaften kam sie 2003 in Paris/Saint-Denis über 10.000 m auf Platz 20, 2005 in Helsinki scheiterte sie im Vorlauf über 5000 m.
Zahlreiche Straßenläufe entschied sie in ihrer sportlichen Karriere für sich: Insgesamt sechsmal siegte sie beim Grand Prix von Prag über 5 km (2000, 2002, 2003, 2005, 2006, 2008), von 1996 bis 1998 gewann sie dreimal den Alsterlauf, 2002 siegte sie beim Wachau-Marathon auf der Halbmarathon-Strecke, 2006 und 2010 beim Grand Prix von Bern, 2006 und 2007 beim Luzerner Stadtlauf sowie 2007 beim Schweizer Frauenlauf und beim Darmstädter Stadtlauf.
2006 nahm sie den Marathon in ihr Repertoire auf. Auf Anhieb siegte sie bei der Maratona d’Italia in Carpi auf einer allerdings abschüssigen und daher nicht rekordtauglichen Strecke in 2:26:44 h. Im Jahr darauf gewann sie den Turin-Marathon in 2:29:24 und wiederholte ihren Sieg in Carpi, und 2008 wurde sie Dritte beim Rom-Marathon in 2:29:04 und Siegerin des Venedig-Marathons in 2:31:24.

## Bestzeiten
- 5000 m: 15:10,21 min, 30. Juli 2004, Trient
- 10.000 m: 31:40,31 min, 5. Juli 2003, London (ungarischer Rekord)
- 10 km: 31:42 min, 17. April 2006, Watford
- 15 km: 49:24 min, 21. November 2004, Nijmegen (ungarischer Rekord)
- 20 km: 1:06:20 h, 8. Oktober 2006, Debrecen (ungarischer Rekord)
- Halbmarathon: 1:08:58 h, 1. April 2007, Mailand (ungarischer Rekord)
- Marathon: 2:29:04 h, 16. März 2008, Rom